# مرعي الرملي
مرعي سليمان الرملي (بالإنجليزية: Marei Suliman Al Ramly)‏ (مواليد 4 ديسمبر 1977 في ليبيا) لاعب كرة قدم ليبي دولي يجيد اللعب في خط الوسط . يلعب حاليا لصالح نادي النصر الليبي من سنة 2006 .

## روابط خارجية
- مرعي الرملي على موقع ناشيونال فوتبول تيمز (الإنجليزية)
- مرعي الرملي على موقع Soccerway.com (الإنجليزية)